# Alfred Bunzol
Alfred Bunzol (* 31. Mai 1907 in Bielschowitz; † 1951) war ein deutscher Widerstandskämpfer gegen den Nationalsozialismus. Bunzol verbrachte acht Jahre seines Lebens im Konzentrationslager Buchenwald bis zu seiner Befreiung am 11. April 1945 durch die amerikanische Armee.

## Leben
Bunzol kam am 31. Mai 1907 als Sohn von Alfons Bunzol in einer Bergarbeiterfamilie in Oberschlesien zur Welt. Sein Vater ist 1914 im Ersten Weltkrieg gefallen. In Bielschowitz besuchte er acht Jahre die Volksschule. Nach seinem Schulaustritt arbeitete er als Bergarbeiter im Schacht. Im Februar 1927 wurde er Mitglied des KJVD und der Gewerkschaft. 1930 wurde er Mitglied der KPD. Zur gleichen Zeit wurde er Mitglied der Bezirksleitung der KPD Bezirk Oberschlesien. Im September 1930 wurde er von der Bezirksleitung zur Lenin-Schule nach Moskau geschickt. Seit März 1933 lebte er illegal und organisierte eine illegale Parteiarbeit der KPD in Oberschlesien. Am 4. Dezember 1933 wurde er das erste Mal verhaftet und der Gestapo in Hindenburg zugeführt. Nach monatelanger Haft im Gerichtsgefängnis Oppen wurde er im Mai 1934 von der Gestapo in das KZ Lichtenburg überführt und von dort am 1. September 1934 entlassen. Am 8. August 1935 wurde Alfred Bunzol von der Gestapo Hindenburg das zweite Mal, wegen des Verdachtes der illegalen Arbeit für die KPD, verhaftet. Seit dem 8. August 1935 befand er sich ununterbrochen in Haft, davon verbrachte er ab dem 31. Juli 1937 acht Jahre seines Lebens im Konzentrationslager Buchenwald; bis zu seiner Befreiung am 11. April 1945 durch die amerikanische Armee. Alfred Bunzol trug die Häftlingsnummer 738.
1946 schrieb er das Buch „Die Erlebnisse eines politischen Gefangenen im Konzentrationslager Buchenwald“, erschienen im Thüringer Volksverlag, Weimar.
Bunzol lebte bis 1951 im thüringischen Großrudestedt, wo 1952 sein Sohn Alfred Michael Andreas zur Welt kam, der über seinen Vater 2011 das Buch "Die Leben des Buchenwaldhäftlings Alfred Bunzol 738" schrieb.